# كيبوي جونسون
كيبوي جونسون (بالإنجليزية: Kibwé Johnson)‏ هو رامي مطرقة أمريكي ولد في يوم 17 يوليو 1981 في مدينة سان فرانسيسكو في الولايات المتحدة، مثل بلاده في الألعاب الأولمبية وبطولة العالم وأبرز إنجازاته كان فوزه بالميدالية الذهبية في دورة الألعاب الأمريكية 2011 في غوادالاخارا في المكسيك وفي دورة الألعاب الأمريكية 2015 في تورنتو في كندا وفاز بالميدالية الفضية في دورة الألعاب الأمريكية 2007 في ريودي جانيرو، أفضل رقم شخصي سجله هو 80.31 في في بطولة الولايات المتحدة لألعاب القوى في سنة 2011.

## روابط خارجية
- كيبوي جونسون على موقع الاتحاد الدولي لألعاب القوى (الإنجليزية)
- كيبوي جونسون على موقع الاتحاد الأمريكي لسباقات المضمار والميدان (الإنجليزية)
- كيبوي جونسون على موقع الدوري الماسي (الإنجليزية)
- كيبوي جونسون على موقع أوليمبيديا (الإنجليزية)
- كيبوي جونسون على موقع اللجنة الأولمبية والبارالمبية الأمريكية (الإنجليزية)